# 葛店南站
葛店南站，是湖北省鄂州市華容區的一個鐵路車站，位于国家级开发区葛店开发区南部智慧生活区区域（行政、商业、学校、生活社区），是武黃城際鐵路及其支線武岡城際鐵路的交會站。